# Список умерших в 603 году
Список умерших в 603 году — перечень известных персон, скончавшиеся в 603 году нашей эры.

## Дата смерти неизвестна или требует уточнения
- Авнарий, епископ Осера, католический святой.
- Амалгайд мак Эндай, король Мунстера (не позднее 596—603). О дате смерти Гарбана мак Эндая сведений в средневековых источниках не сохранилось[1]. Кончина же Амалгайда мак Эндая в «Анналах Тигернаха» датируется 601 годом[2], а современными историками — 603 годом[3].
- Кара-Чурин-Тюрк, 9-й каган Тюркского каганата (599—603).
- Лиува II, король вестготов (601—603). Пал жертвой заговора, во главе которого стоял Виттерих. Отрубив Лиуве правую руку, Виттерих убил его на двадцатом году жизни и на втором году правления.